# 1990年日本

## 政府
- 天皇：明仁
- 內閣總理大臣：海部俊樹

## 大事記
- 3月，日本大藏省發布《關於控制土地相關融資的規定》，對土地金融進行總量控制，這一人為的急剎車導致了本已走向自然衰退的泡沫經濟加速下落，並導致支撐日本經濟核心的長期信用體系陷入崩潰。此後，日本銀行也採取金融緊縮的政策，進一步導致了泡沫的破裂。由於土地價格也急速下跌，由土地作擔保的貸款也出現了極大風險。當時日本各大銀行的不良貸款紛紛暴露，對日本金融造成了嚴重打擊。
- 5月7日 - 三菱自動車工業發售「ディアマンテ」
- 5月12日 - 豐田自動車發售「エスティマ」
- 5月14日 - 日産自動車發售「アベニール」
- 8月 - 長壽漫畫《蠟筆小新》開始連載。
- 11月12日，舉行天皇明仁的即位禮。

## 出生
- 2月4日——戶松遙，配音員。
- 6月29日——木村昴，配音員。
- 8月16日——內山昂輝，配音員。

## 逝世
- 10月11日——飛鳥田一雄，政治人物。